# Морибая
Морибая (на френски: Moribayah) е град и община в източна Гвинея, регион Канкан, префектура Канкан. Населението на общината през 2014 година е 14 141 души.